# ジャクソン・ウルフ
ジャクソン・デビッド・ウルフ（Jackson David Wolf, 1999年4月22日 - ）は、アメリカ合衆国オハイオ州フランクリン郡ガハナ出身のプロ野球選手（投手）。左投左打。MLBのサンディエゴ・パドレス傘下所属。

## 経歴

### プロ入りとパドレス時代
2021年のMLBドラフト4巡目（全体129位）でサンディエゴ・パドレスから指名され、プロ入り。契約後、傘下のルーキー級アリゾナ・コンプレックスリーグ・パドレスでプロデビュー。A級レイクエルシノア・ストームでもプレーし、2チーム合計で7試合に先発登板して防御率3.00、24奪三振を記録した。
2022年はA+級フォートウェイン・ティンキャップスとAA級サンアントニオ・ミッションズでプレーし、2チーム合計で25試合（先発24試合）に登板して7勝10敗、防御率4.37、142奪三振を記録した。
2023年は開幕からAA級サンアントニオでプレーし、7月22日にメジャー契約を結んでアクティブ・ロースター入りした。メジャーデビューとなった同日のデトロイト・タイガース戦では先発して5回を3失点の投球で勝利投手となった。

### パイレーツ傘下時代
2023年8月1日にリッチ・ヒル、崔志萬とのトレードで、アルフォンソ・リーバス、エスター・スエロと共にピッツバーグ・パイレーツへ移籍した。移籍後は傘下のAA級アルトゥーナ・カーブへ配属され、移籍前を含めた2チーム合計で26試合に先発登板して8勝13敗、防御率4.13、135奪三振を記録した。
2024年3月28日にDFAとなった。

### パドレス復帰
2024年4月2日にケルビン・ピチャードとのトレードで、パドレスへ移籍した。シーズン開幕からAAA級エルパソ・チワワズでプレーしていたが、8月8日にDFAとなり、10日にマイナー契約となった（そのままAAA級エルパソ所属）。この年はAA級サンアントニオとAAA級エルパソでプレーし、2チーム合計で32試合（先発18試合）に登板して4勝10敗、防御率6.66、93奪三振を記録した。

## 投球スタイル
常時80mph台後半を計測する速球と左打者には特に効果のあるスライダーを織り交ぜた投球を見せる技巧派左腕である。

## 詳細情報

### 年度別投手成績
| 年 度    | 球 団    | 登 板 | 先 発 | 完 投 | 完 封 | 無 四 球 | 勝 利 | 敗 戦 | セ 丨 ブ | ホ 丨 ル ド | 勝 率 | 打 者 | 投 球 回 | 被 安 打 | 被 本 塁 打 | 与 四 球 | 敬 遠 | 与 死 球 | 奪 三 振 | 暴 投 | ボ 丨 ク | 失 点 | 自 責 点 | 防 御 率 | W H I P |
| -------- | -------- | ----- | ----- | ----- | ----- | -------- | ----- | ----- | -------- | ----------- | ----- | ----- | -------- | -------- | ----------- | -------- | ----- | -------- | -------- | ----- | -------- | ----- | -------- | -------- | ------- |
| 2023     | SD       | 1     | 1     | 0     | 0     | 0        | 1     | 0     | 0        | 0           | 1.000 | 22    | 5.0      | 15       | 0           | 1        | 0     | 0        | 1        | 0     | 0        | 3     | 3        | 5.40     | 1.40    |
| MLB：1年 | MLB：1年 | 1     | 1     | 0     | 0     | 0        | 1     | 0     | 0        | 0           | 1.000 | 22    | 5.0      | 15       | 0           | 1        | 0     | 0        | 1        | 0     | 0        | 3     | 3        | 5.40     | 1.40    |

- 2024年度シーズン終了時

### 年度別守備成績
| 年 度 | 球 団 | 投手（P） | 投手（P） | 投手（P） | 投手（P） | 投手（P） | 投手（P） |
| 年 度 | 球 団 | 試 合     | 刺 殺     | 補 殺     | 失 策     | 併 殺     | 守 備 率  |
| ----- | ----- | --------- | --------- | --------- | --------- | --------- | --------- |
| 2023  | SD    | 1         | 0         | 1         | 0         | 0         | 1.000     |
| MLB   | MLB   | 1         | 0         | 1         | 0         | 0         | 1.000     |

- 2024年度シーズン終了時

### 背番号
- 43（2023年）